# Mongoloraphidia (Hissaroraphidia) karatauica
Mongoloraphidia (Hissaroraphidia) karatauica is een kameelhalsvliegensoort uit de familie van de Raphidiidae. De soort komt voor in Kazachstan.
Mongoloraphidia (Hissaroraphidia) karatauica werd voor het eerst wetenschappelijk beschreven door H. Aspöck & U. Aspöck in 1995.